# Анучинск
Анучинск — деревня в Балаганском районе Иркутской области России. Входит в состав Тарнопольского сельского поселения.

## География
Анучинск находится на правом берегу реки Зарахой, примерно в 30 км к западу-северо-западу (WNW) от районного центра, посёлка Балаганск, на высоте 505 метров над уровнем моря. Площадь деревни составляет 96,3 га, из которых 52,1 га площади занимает застроенная территория.

## История
Деревня Анучинск была основана в 1909 году переселенцами из Белоруссии. В 50-е годы XX века в Анучинске был образован колхоз «Новая жизнь».

## Население
В 2002 году численность населения деревни составляла 177 человек (86 мужчин и 91 женщина). По данным переписи 2010 года, в деревне проживало 128 человек (61 мужчина и 67 женщин).
| 1926 | 1939 | 1959 | 1970 | 1979 | 1989 | 2002 | 2010 |
| ---- | ---- | ---- | ---- | ---- | ---- | ---- | ---- |
| 389  | 427  | 523  | 380  | 220  | 200  | 177  | 128  |

## Инфраструктура
В деревне функционируют библиотека, фельдшерско-акушерский пункт и 2 магазина. Общая площадь жилого фонда — 3,5 тыс. м².

## Улицы
Уличная сеть деревни состоит из 2 улиц (ул. Таёжная и ул. Школьная).